# Абрам, Луис
Луи́с Альфо́нсо Абра́м Угаре́льи (исп. Luis Alfonso Abram Ugarelli; род. 27 февраля 1996, Лима) — перуанский футболист, защитник клуба «Атланта Юнайтед» и сборной Перу.

## Клубная карьера
Абрам — воспитанник футбольной академии клуба «Спортинг Кристал». 14 августа 2014 года в матче против «Спорт Уанкайо» Луис дебютировал в чемпионате Перу. 21 ноября в поединке против «Альянса Лима» Абрам забил свой первый гол за «Спортинг Кристал». В своём дебютном сезоне он стал чемпионом Перу. В 2016 году он повторил данное достижение.
В начале 2018 года Абрам перешёл в аргентинский «Велес Сарсфилд». 27 января в матче против «Дефенса и Хустисия» он дебютировал в аргентинской Примере. 11 августа в поединке против «Ньюэллс Олд Бойз» Луис забил свой первый гол за «Велес Сарсфилд».
31 июля 2021 года Абрам перешёл в испанскую «Гранаду». 21 августа в матче против «Валенсии» он дебютировал в Ла Лиге.
25 января 2022 года Абрам на правах аренды перешёл в мексиканский «Крус Асуль». 8 февраля в матче против «Леона» он дебютировал в мексиканской Примере. 3 марта в поединке против УАНЛ Тигрес Луис забил свой первый гол за «Крус Асуль». По итогам сезона он стал победителем турнира «Чемпион чемпионов».
2 февраля 2023 года Абрам перешёл в клуб MLS «Атланта Юнайтед», подписав контракт до конца сезона 2026. В высшей лиге США он дебютировал 25 февраля в матче стартового тура сезона 2023 против «Сан-Хосе Эртквейкс», заменив на 80-й минуте Хуанхо Пурату.

## Международная карьера
В 2013 году в составе юношеской сборной Перу Абрам принял участие в юношеском чемпионате Южной Америки в Аргентине. На турнире он сыграл в матчах против команд Боливии, Чили, Аргентины, Парагвая, Венесуэлы, а также дважды Уругвая и Бразилии.
В 2015 году в составе молодёжной сборной Перу Луис принял участие молодёжном чемпионате Южной Америки в Уругвае. На турнире он сыграл в матчах против команд Эквадора, Парагвая, Уругвая, Колумбии, Бразилии и дважды Аргентины.
24 мая 2016 года в товарищеском матче против сборной Тринидада и Тобаго Абрам дебютировал за сборную Перу, заменив во втором тайме Альберто Родригеса. Летом того же года Луис в составе сборной принял участие в Кубке Америки в США. На турнире он был запасным и на поле не вышел.
В 2019 года Абрам во второй раз принял участие в Кубке Америки в Бразилии. На турнире он сыграл в матчах против сборных Венесуэлы, Боливии, Чили, Уругвая и дважды Бразилии. 10 сентября того же года в поединке против сборной Бразилии Луис забил свой первый гол за национальную команду.
В 2021 года Абрам в третий раз принял участие в Кубке Америки в Бразилии. На турнире он сыграл в матчах против сборных Венесуэлы, Эквадора и Бразилии.

### Голы за сборную Перу
| #   | Дата             | Место                                                 | Противник | Счёт | Результат | Соревнование      |
| --- | ---------------- | ----------------------------------------------------- | --------- | ---- | --------- | ----------------- |
| 01. | 10 сентября 2019 | Мемориальный колизей Лос-Анджелеса, Лос-Анджелес, США | Бразилия  | 0:1  | 0:1       | Товарищеский матч |

## Достижения
Командные
«Спортинг Кристал»
- Победитель перуанской Примеры (2) — 2014, 2016

«Крус Асуль»
- Победитель турнира чемпион чемпионов (2) — 2014, 2016